# Dašovice
Dašovice je zaniklá obec v okrese Třebíč, stála přibližně 1,3 km východně od Lesné v lese pod horou Mařenka. Součástí obce byla tvrz.

## Historie
Ves s tvrzí jsou poprvé doloženy v roce 1353, tehdy patřila ves pánům z Heraltic, polovina vsi patřila Heraltovi z Heraltic, druhá polovina vsi je zmíněna až v roce 1386, kdy byla obec zastavena brněnskému židu Chavlinovi. Posléze tvrz byla v majetku Viléma Romana z Myslejovic, ta mu patřila přinejmenším v roce 1406. V roce 1415 byla ves s tvrzí prodána Joštovi Hechtovi z Rosic, ten tvrz opustil, v roce 1466 je ves i tvrz již uváděna jako opuštěná. Tvrz byla opuštěna během husitských válek.
Získal ji pak od Jiřího z Poděbrad Oldřich z Miličína, nejspíše byla zničena při česko-uherských válkách. V roce 1505 již je ves uváděna jako zcela pustá.

## Tvrz

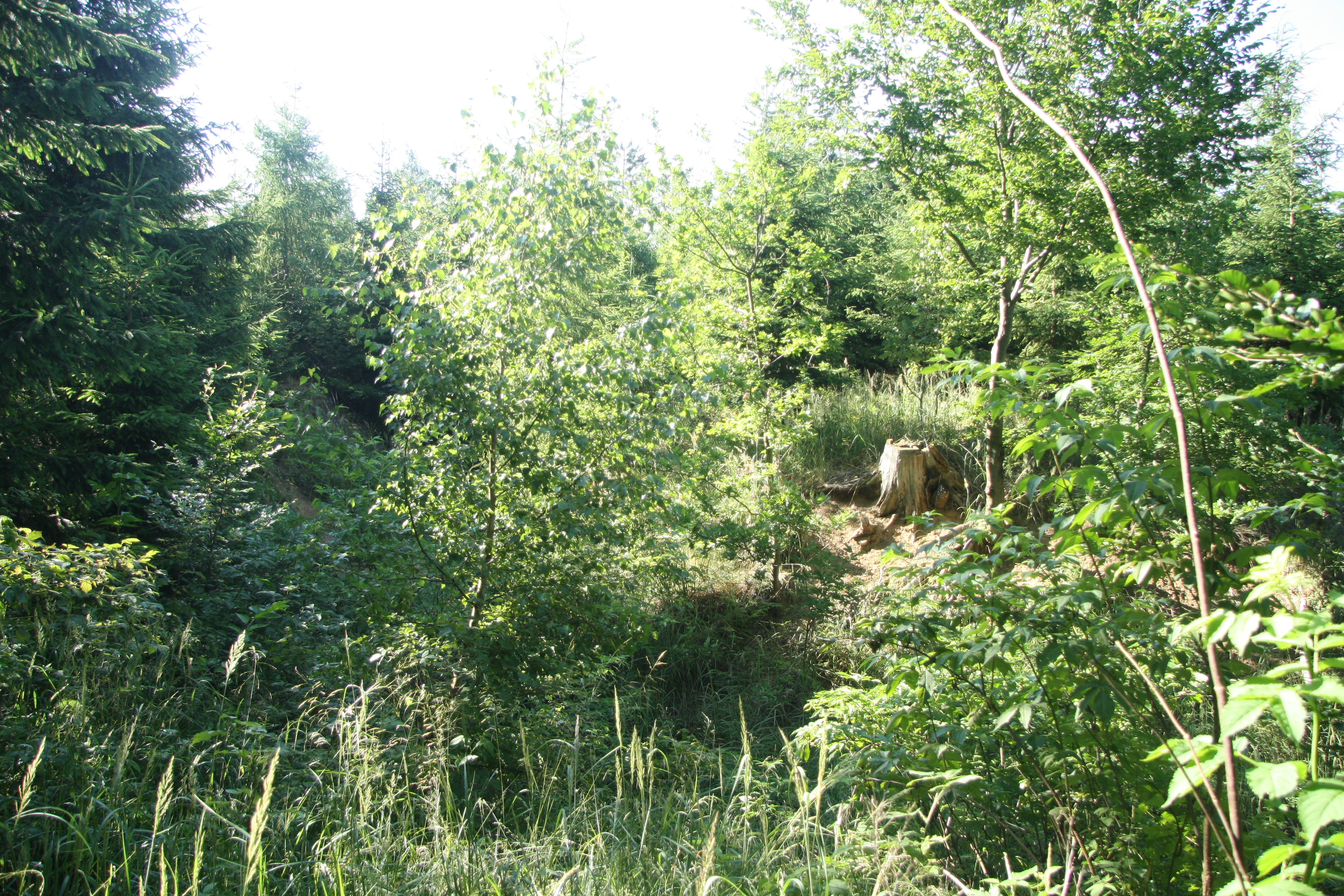
Pahorek tvrze

Tvrz stála v lese na pahorku vysokém 5–8 metrů, pahorek byl obehnán příkopem hlubokým 2,5 až 3 metry, na východní straně však dosahuje až hloubky 4 metrů, široký je až 14,5 metrů. Tvrziště stálo na severozápadním konci vsi a bylo začleněno do terasy nad potokem. Pahorek má rozměry přibližně 21,5 x 18,5 metrů a má zaoblené rohy. Na západní straně se měl nacházet nadzemní objekt ve zvýšené poloze.